# 銀座旋風児 黒幕は誰だ
『銀座旋風児 黒幕は誰だ』（ぎんざマイトガイ くろまくはだれだ）は、1959年12月6日に公開された日本の映画である。監督は野口博志。主演は小林旭。日活制作。

## 概要
開拓公団汚職と偽札の関係を暴くために印刷工の加川を敵から守る、銀座旋風児シリーズ第2作。

## キャスト
- 二階堂卓也： 小林旭
- 村越明子：浅丘ルリ子
- 荒木和夫：青山恭二
- お春：南風夕子
- 加川すみ子： 木城ゆかり
- 情報屋の政 ： 宍戸錠
- 院土検事： 菅井一郎
- 高見沢十郎：内田良平
- 黒川壮介：植村謙二郎
- 万吉：木浦佑三
- 腰村陣吉：安部徹
- 金功成：冬木京三（冬木喬三）
- 加川恭助 ： 雪丘恵介
- 警察医 ： 高野誠二郎
- 池谷源一：宇部信吉
- 長男光夫：島津雅彦
- 東都タイムス編集長：河合健二
- たき：山田美智子
- お春の女中： 清水千代子
- きらくの女中：佐久間玲子
- 黒川の子分： 島村謙二（島村謙次）
- 秋山： 木崎順
- 黒川の子分：瀬山孝司
- 武田鉄兵：高田保（矢頭健男）
- 黒川の子分： 本目雅昭
- 列車の車掌：山口吉弘
- 検事局員：菊田一郎
- 鉄道公安官：速水脩二
- パトカーの警官： 志方稔
- 黒川の子分： 荒木良平
- 腰村を取材する記者：余川久幸
- 黒川の子分： 沢美鶴、式田賢一
- 塚原勲
- きらくの女中： 斉藤倫子、佐治田恵子
- 技斗： 高瀬将敏
- 以下ノンクレジット
- 列車の乗客： 宇都宮嘉晃、上田正世
- 警察医の助手：玉井謙介
- 看護婦 ： 横田陽子（横田楊子）
- 印刷工： 二木草之助

## スタッフ
- 監督：野口博志
- 脚本：川内康範
- 企画：茂木了次
- 原作：川内康範（森脇文庫 版）
- 音楽：小川寛興